# Puchar Świata w Rugby 2015
Puchar Świata w Rugby 2015 – ósmy Puchar Świata, zawody o randze mistrzostw świata w rugby union rozgrywane co cztery lata. Turniej w dniach od 18 września do 31 października 2015 roku przeprowadzany był w Anglii, która pokonała kandydatury Japonii, Włoch i RPA. Mecze zostały rozegrane na dwunastu angielskich stadionach oraz na Millennium Stadium w Cardiff.

## Wybór organizatora
Wstępne głoszenia związków rugby chętnych do zorganizowania zarówno tego turnieju, jak i kolejnego, były przyjmowane przez IRB do 15 sierpnia 2008 roku. Na tym etapie żadne szczegóły nie były wymagane, toteż zgłosiła się rekordowa liczba dziesięciu państw: Anglia, Australia, Irlandia, Jamajka, Japonia, Rosja, RPA, Szkocja, Walia i Włochy, przy czym Jamajka i Rosja zgłosiły swe zainteresowanie jedynie turniejem w roku 2019. W listopadzie tegoż roku IRB, z uwagi na kryzys ekonomiczny, ogłosiła, iż minimalna opłata na jej rzecz za zorganizowanie turnieju zostanie zmniejszona ze stu do osiemdziesięciu milionów funtów, zapowiedziała także wprowadzenie systemu podziału zysków uzyskanych ponad tę kwotę.
Z ośmiu federacji, które złożyły wstępne zgłoszenia, cztery przedstawiły oficjalne wnioski w wyznaczonym terminie 8 maja 2009, a kilka dni później zaprezentowały swoje kandydatury. Irlandia wycofała się z kandydowania ze względów finansowych spowodowanych przez światowy kryzys, Szkocja natomiast nie znalazła współorganizatora, nie mając potrzebnej infrastruktury. Australijczycy odpadli z rywalizacji nie mogąc zagwarantować wymaganego przez organizatorów wyniku finansowego – 80 mln funtów wpływu do kasy IRB. Walijczycy wycofali swoją kandydaturę popierając Anglików w zamian za zorganizowanie kilku meczów w Cardiff.
Pozostałe cztery związki zagwarantowały sobie wsparcie rządów. RPA argumentowała swoją kandydaturę dużymi tradycjami rugby, pewnością zorganizowania rentownej imprezy oraz już gotową infrastrukturą, przygotowaną na Mistrzostwa Świata w Piłce Nożnej 2010. Atutem Włochów miała być relatywnie nieduża odległość dla kibiców z Wysp Brytyjskich i Francji, duże stadiony, w tym jeden udostępniony przez Francuzów w Marsylii oraz sygnalizowaną przez IRB chęcią rozegrania turnieju w kraju rozwijającym się pod względem rugby. Podobnie przedstawiała swoją kandydaturę Japonia – byłby to pierwszy Puchar Świata rozegrany w Azji, z meczami planowanymi również w Hongkongu i Singapurze, przez kraj z rozbudowaną infrastrukturą i doświadczeniem w organizacji największych sportowych imprez. Anglia ostatecznie przedstawiła samodzielną kandydaturę, rozważając wcześniej wspólny wniosek wraz z krajami celtyckimi.
Rugby World Cup Limited, zarządzająca organizacją turniejów o Puchar Świata, 30 czerwca 2009 roku zarekomendowała Zarządowi IRB w swoim raporcie Anglię i Japonię jako potencjalnych gospodarzy kolejnych dwóch Pucharów Świata. Argumentowała to maksymalizowaniem zysków w roku 2015 i możliwością zorganizowania wówczas kolejnego Pucharu Świata w regionie ważnym z punktu widzenia rozwoju dyscypliny. Potwierdzająca tę rekomendację decyzja o przyznaniu Anglii i Japonii organizacji turniejów odpowiednio w 2015 i 2019 zapadła stosunkiem głosów 16 do 10 i została ogłoszona przez przewodniczącego IRB, Bernarda Lapasseta, w Dublinie 28 lipca 2009 roku.

## Informacje ogólne
W kwietniu 2013 roku rozpoczęto proces wyboru baz dla uczestniczących w turnieju reprezentacji. Powinny one mieścić hotel, basen, siłownię i dwa obiekty treningowe – kryty i na otwartym powietrzu. Ponad osiemdziesiąt ośrodków złożyło aplikacje, a spośród nich zostanie wybranych około pięćdziesięciu, które zostały następnie przedstawione zespołom. Wstępną selekcję przeszło sześćdziesiąt pięć kandydatur, a ostatecznie pod koniec sierpnia 2014 roku wybrano czterdzieści jeden. Zespoły miały przybywać do Anglii pomiędzy 9 a 16 września, a na każdy z nich czekała przygotowana ceremonia powitalna.
Na początku września 2013 roku organizatorzy zaprezentowali design, a w połowie sierpnia roku następnego samą oficjalną piłkę turniejową przygotowaną przez firmę Gilbert, dla której miał być to już szósty turniej w tej roli. We wrześniu 2013 roku podany został orientacyjny harmonogram sprzedaży i zakres cen biletów – od 7 funtów za ulgowy bilet na mecze fazy grupowej do 715 GBP za najdroższą wejściówkę na finał. Zgodnie z zapowiedziami w listopadzie tego roku potwierdzono rozpiętość cenową wejściówek i ramowy plan ich sprzedaży, a także szczegółowe ceny biletów na każde ze spotkań – podkreślając, iż spośród 2,3 miliona biletów ponad milion będzie dostępnych w cenie poniżej 100 GBP. Po sprzedaży pakietów meczowo-hotelowo-wycieczkowych i półmilionowej puli wejściówek dla lokalnych klubów rugby z Anglii i Walii we wrześniu 2014 roku rozpoczęły się zapisy na zakup biletów dla szerokiej publiczności. Mimo iż do dyspozycji było około miliona wejściówek, ponadpięciomilionowy popyt znacznie przekroczył podaż i w każdym z 48 spotkań przynajmniej w jednej grupie cenowej bilety musiały zostać przydzielone metodą losowania, a w dwudziestu trzech we wszystkich. Pozostałe bilety, w liczbie około trzystu tysięcy, trafiły do sprzedaży w listopadzie 2014 roku z priorytetem dla osób, które nie miały szczęścia we wcześniejszym losowaniu. W tej turze rozeszło się sto pięćdziesiąt tysięcy, reszta zaś pozostała dostępna aż do ich wyprzedania. Organizatorzy dodatkowo rozpoczęli kampanię zniechęcającą do zakupu biletów od nieautoryzowanych dystrybutorów, zapowiedziano także utworzenie platformy do wymiany lub odsprzedaży biletów po cenie zakupu. Uruchomiona ona została w marcu 2015 roku i w kolejnych miesiącach pojawiały się na niej bilety pochodzące ze zwrotów od komerycyjnych partnerów, zmian w konfiguracji stadionów powiększających ich pojemność oraz od osób pragnących je odsprzedać. Design biletów został zaprezentowany w czerwcu 2015 roku: w pięciu wariantach prócz Pucharu Webba Ellisa zawierający podobizny czterech zwycięskich kapitanów – Johna Ealesa, Francois Pienaara, Martina Johnsona i Richiego McCaw – oraz Jonny’ego Wilkinsona wykonującego zwycięskiego dropgola w finale edycji 2003. Pomimo zapewnienia przez organizatorów platformy do odsprzedaży biletów i ostrzeżeń o możliwym niehonorowaniu wejściówek zakupionych od nieautoryzowanych sprzedawców ich ceny na rynku wtórnym osiągały ceny nawet ponad stukrotnie wyższe od nominalnych ściągając krytykę opozycji na gabinet Davida Camerona za niezablokowanie możliwości takiej odsprzedaży podobnie jak to było w przypadku Letnich Igrzysk Olimpijskich 2012 i Igrzysk Wspólnoty Narodów 2014. City of London Police dodatkowo na początku września 2015 roku odkryła, że w obiegu pojawiły się podrobione bilety, ostrzegała także, żeby fani nie dali naciągnąć się na scam.
Na turnieju zjawić się miało 920 graczy i działaczy, dwa tysiące dziennikarzy prasowych i fotografów, tysiąc osób obsługi telewizyjnej i radiowej oraz ponad sześćdziesięciu arbitrów i innych oficjeli. Dla potrzeb zawodników przygotowane zostało 740 pokojów hotelowych i 151 tysięcy posiłków, zaś obsługiwać ich miało łącznie 1100 osób. W czasie turnieju potrzebne było 1400 piłek, dwadzieścia bramek, dwieście podstawek do kopów, sto rowerów treningowych, dwieście worków do trenowania szarży oraz dwadzieścia maszyn do treningu młyna. Infrastruktura techniczna objęła zaś 11 kilometrów światłowodów i 42 kilometry przewodów miedzianych, zaś w sprawnym przeprowadzeniu turnieju pomagało 6000 wolontariuszy. Rekrutacja wolontariuszy rozpoczęła się w marcu 2014 roku, a trzy czwarte z nich miało pochodzić z angielskich i walijskich klubów rugby. Wstępnie zgłosiło się około dwudziestu tysięcy chętnych, a ich kwalifikacje były sprawdzane w drugiej połowie roku 2014. Dodatkowo ponad setka młodych graczy nominowanych przez swoje kluby otrzymała szansę na uczestniczenie w tym wydarzeniu jako część tzw. ball teams.
Organizatorzy uruchomili także dodatkowe inicjatywy takie jak Posts in the Parks, strefy dla fanów, kampanię informującą o możliwych problemach komunikacyjnych w meczowych dniach czy objazd Pucharu Webba Ellisa po kraju oraz świecie. Dzieciom rugby miał zaś przybliżyć Baranek Shaun. Honorowym prezydentem komitetu organizacyjnego został książę Harry.
W połowie listopada 2014 organizatorzy opublikowali przygotowany przez EY raport dotyczący wpływu turnieju na gospodarkę. Szacowany był on na 2,2 mld GBP, z czego blisko miliard miałby przełożyć się na wzrost PKB, wartości te były w zgodzie z raportem zamówionym w Deloitte przez IRB w roku 2008.
W tych zawodach – po raz pierwszy w dużym turnieju rugby – została zastosowana znana m.in. z tenisa czy siatkówki technologia Hawk-Eye. Wspomóc miała ona w podejmowaniu decyzji zarówno TMO, jak i meczowych komisarzy odpowiedzialnych za karanie zawodników grających sprzecznie z fair play oraz personel medyczny monitorujący urazy głowy. Jej debiut nastąpił w rozegranych pod koniec sierpnia 2015 roku przedturniejowych meczach międzynarodowych.

## Terminarz
W maju 2012 roku IRB ustaliła ramy czasowe turnieju – mecz otwarcia zaplanowany został na 18 września, a finał na 31 października 2015 roku na Twickenham Stadium. Rok później, wraz z ogłoszeniem listy stadionów, przedstawiono terminarz zawodów – faza grupowa trwać będzie od 18 września do 11 października, mecze ćwierćfinałowe odbędą się w dniach 17 i 18 października, półfinały w dniach 24 i 25 października, mecz o trzecie miejsce rozegrany zostanie 30 października, finał zaś dzień później. Zgodnie ze wcześniejszymi zapowiedziami w listopadzie 2013 roku ogłoszono godziny rozpoczęcia meczów, które następnie uległy nieznacznym zmianom.

## Uczestnicy

### Kwalifikacje
W turnieju głównym uczestniczyć będzie dwadzieścia zespołów. Automatyczny awans uzyskało dwanaście drużyn, które w swoich grupach Pucharu Świata w Rugby 2011 zajęły jedno z trzech pierwszych miejsc. O pozostałe osiem miejsc zostały rozegrane kilkustopniowe eliminacje.
Podczas spotkania szefów związków rugby najlepszych zespołów świata 10 października 2011 delegaci jednogłośnie wyrazili poparcie dla utrzymania takiej samej liczby zespołów i systemu rozgrywek jak w trwającej wówczas edycji. Rekomendacje to zostały przekazane do IRB, który miał podjąć decyzje dotyczące tych kwestii po zakończeniu Pucharu Świata 2011.
Na początku stycznia 2012 roku RWCL ogłosiła, iż oficjalne decyzje odnośnie do kwalifikacji zostaną ogłoszone w marcu, natomiast te dotyczące potwierdzenia dat turnieju, stadionów i rozstawienia drużyn do końca tegoż roku.
W marcu 2012 roku został ogłoszony schemat kwalifikacji, w których o osiem miejsc rywalizowało osiemdziesiąt reprezentacji z sześciu zamieszkanych kontynentów, które w sumie rozegrały 184 mecze. Rozpoczęły się one w marcu 2012 roku meczem pomiędzy Meksykiem a Jamajką sędziowanym przez arbitra finału poprzedniego turnieju, Craiga Jouberta, zakończyły zaś drugim meczem barażowym Urugwaj–Rosja w październiku 2014 roku.

### Zakwalifikowane drużyny
| Drużyna           | Podstawa kwalifikacji     | Liczba występów | Najlepszy wynik                                         | Ostatni występ |
| ----------------- | ------------------------- | --------------- | ------------------------------------------------------- | -------------- |
| Anglia            | Gospodarz                 | 7               | Mistrz świata (2003)                                    | 2011           |
| Nowa Zelandia     | Złoty medal 2011          | 7               | Mistrz świata (1987, 2011)                              | 2011           |
| Francja           | Srebrny medal 2011        | 7               | II miejsce (1987, 1999, 2011)                           | 2011           |
| Australia         | Brązowy medal 2011        | 7               | Mistrz świata (1991, 1999)                              | 2011           |
| Południowa Afryka | Uczestnik z 2011          | 5               | Mistrz świata (1995, 2007)                              | 2011           |
| Argentyna         | Uczestnik z 2011          | 7               | III miejsce (2007)                                      | 2011           |
| Irlandia          | Uczestnik z 2011          | 7               | Ćwierćfinał (1987, 1991, 1995, 1999, 2003, 2011)        | 2011           |
| Szkocja           | Uczestnik z 2011          | 7               | IV miejsce (1991)                                       | 2011           |
| Walia             | Uczestnik z 2011          | 7               | III miejsce (1987)                                      | 2011           |
| Włochy            | Uczestnik z 2011          | 7               | Faza grupowa (1987, 1991, 1995, 1999, 2003, 2007, 2011) | 2011           |
| Tonga             | Uczestnik z 2011          | 6               | Faza grupowa (1987, 1995, 1999, 2003, 2007, 2011)       | 2011           |
| Samoa             | Uczestnik z 2011          | 6               | Faza grupowa (1991, 1995, 1999, 2003, 2007, 2011)       | 2011           |
| Namibia           | Afrykańskie kwalifikacje  | 4               | Faza grupowa (1999, 2003, 2007, 2011)                   | 2011           |
| Kanada            | Amerykańskie kwalifikacje | 7               | Ćwierćfinał (1991)                                      | 2011           |
| Stany Zjednoczone | Amerykańskie kwalifikacje | 6               | Faza grupowa (1987, 1991, 1999, 2003, 2007, 2011)       | 2011           |
| Gruzja            | Europejskie kwalifikacje  | 3               | Faza grupowa (2003, 2007, 2011)                         | 2011           |
| Rumunia           | Europejskie kwalifikacje  | 7               | Faza grupowa (1987, 1991, 1995, 1999, 2003, 2007, 2011) | 2011           |
| Japonia           | Azjatyckie kwalifikacje   | 7               | Faza grupowa (1987, 1991, 1995, 1999, 2003, 2007, 2011) | 2011           |
| Fidżi             | Kwalifikacje w Oceanii    | 6               | Ćwierćfinał (1987, 2007)                                | 2011           |
| Urugwaj           | Baraż                     | 2               | Faza grupowa (1999, 2003)                               | 2003           |

### Losowanie grup
Automatycznie zakwalifikowane drużyny zostały podzielone na trzy koszyki według rankingu IRB przygotowanego po zakończeniu serii testmeczów, które odbyły się w listopadzie i na początku grudnia 2012 roku, w pozostałych dwóch koszykach znajdowały się natomiast zespoły, które walczyły w kwalifikacjach.
| Koszyk 1          |
| ----------------- |
| Nowa Zelandia     |
| Południowa Afryka |
| Australia         |
| Francja           |

| Koszyk 2  |
| --------- |
| Anglia    |
| Irlandia  |
| Samoa     |
| Argentyna |

| Koszyk 3 |
| -------- |
| Walia    |
| Włochy   |
| Tonga    |
| Szkocja  |

| Koszyk 4  |
| --------- |
| Oceania 1 |
| Europa 1  |
| Azja 1    |
| Ameryka 1 |

| Koszyk 5  |
| --------- |
| Afryka 1  |
| Europa 2  |
| Ameryka 2 |
| Baraż     |

Transmitowane w Internecie losowanie grup turnieju głównego odbyło się 3 grudnia 2012 roku w Londynie. W jego wyniku powstały cztery grupy. Potwierdzono jednocześnie, iż system rozgrywek nie ulegnie zmianie w porównaniu z Pucharem Świata 2011.
| Grupa A         |
| --------------- |
| Australia       |
| Anglia          |
| Walia           |
| Fidżi Oceania 1 |
| Urugwaj Baraż   |

| Grupa B                     |
| --------------------------- |
| Południowa Afryka           |
| Samoa                       |
| Szkocja                     |
| Japonia Azja 1              |
| Stany Zjednoczone Ameryka 2 |

| Grupa C          |
| ---------------- |
| Nowa Zelandia    |
| Argentyna        |
| Tonga            |
| Gruzja Europa 1  |
| Namibia Afryka 1 |

| Grupa D          |
| ---------------- |
| Francja          |
| Irlandia         |
| Włochy           |
| Kanada Ameryka 1 |
| Rumunia Europa 2 |

### Składy
Każda reprezentacja uczestnicząca w turnieju mogła wystawić drużynę składającą się z trzydziestu jeden zawodników. Termin przesyłania składów do World Rugby upłynął 31 sierpnia 2015 roku. Po tym terminie zgłoszony gracz mógł być zastąpiony za zgodą World Rugby jedynie w przypadku kontuzji. Raz zastąpiony zawodnik nie mógł ponownie zagrać w turnieju, a zastępujący go gracz uprawniony był do wzięcia udziału w meczu po upływie 48 godzin.

## Sędziowie
W kwietniu 2015 roku World Rugby podała listę arbitrów wyznaczonych do sędziowania zbliżającego się turnieju, tydzień przed turniejem wyznaczono także osoby odpowiedzialne za utrzymywanie dyscypliny i karanie za nieprzestrzeganie zasad gry. Przydzielenie sędziów do meczów fazy grupowej nastąpiło 1 lipca tegoż roku.
|  | Sędziowie główni - Wayne Barnes - George Clancy - JP Doyle - Jérôme Garcès - Pascal Gaüzère - Glen Jackson - Craig Joubert - John Lacey - Nigel Owens - Jaco Peyper - Romain Poite - Chris Pollock | Sędziowie boczni - Federico Anselmi - Stuart Berry - Mike Fraser - Angus Gardner - Leighton Hodges - Marius Mitrea - Mathieu Raynal Sędziowie TV - George Ayoub - Graham Hughes - Ben Skeen - Shaun Veldsman |

## Stadiony
Po oficjalnej decyzji przyznającej Anglii organizację Pucharu Świata RFU przedstawił wstępną listę stadionów, na których miałyby odbywać się mecze mistrzostw. Wybrano jedenaście angielskich obiektów i jeden w Walii. Przeniesienie niektórych spotkań do Cardiff RFU argumentowało pojemnością tamtejszego stadionu i lepszą dostępnością dla publiczności z zachodniej części Anglii. Konieczne w tym wypadku było wyrażenie zgody przez IRB, którą otrzymano w maju 2009 roku. Dwa z tych stadionów były narodowymi stadionami rugby (Twickenham i Millennium Stadium), kolejne dwa klubowymi stadionami rugby (Welford Road Stadium i Kingsholm Stadium), a pozostałe służyły przede wszystkim do rozgrywania meczów piłki nożnej. Zgodnie ze wstępnymi założeniami, wszystkie stadiony miały gościć mecze w fazie grupowej, a w fazie pucharowej finał, obydwa półfinały i jeden z ćwierćfinałów miały się odbyć na Twickenham, jeden ćwierćfinał na Wembley, a dwa pozostałe na Millennium Stadium, na Emirates Stadium natomiast mecz o trzecie miejsce.
W październiku 2012 roku upublikowano zaakceptowaną przez IRB listę siedemnastu stadionów w piętnastu miastach, spośród których na początku 2013 roku miało zostać wyznaczonych maksymalnie dwanaście obiektów, które będą gościć mecze turnieju finałowego. Oprócz trzech aren w Londynie (Twickenham, Wembley i Olimpijskiego) wytypowano jeszcze Villa Park (Birmingham), Brighton Community Stadium (Brighton), Ashton Gate (Bristol), Millennium Stadium (Cardiff), Coventry Stadium (Coventry), Pride Park (Derby), Kingsholm Stadium (Gloucester), Elland Road (Leeds), Leicester City Stadium (Leicester), Old Trafford (Manchester), Stadium mk (Milton Keynes), St James’ Park (Newcastle upon Tyne), St Mary’s Stadium (Southampton) oraz Stadium of Light (Sunderland). Po skreśleniu Welford Road na liście pozostały zatem jedynie trzy typowe stadiony rugby. W związku z planowanym remontem Ashton Gate, jego miejsce na prowizorycznej liście w marcu 2013 roku zajął Sandy Park w Exeter. Na początku kwietnia zaś z powodu obaw o murawę wycofali się właściciele Manchesteru United, możliwość zorganizowania spotkań otrzymał zatem obiekt miejscowego rywala – Etihad Stadium, większą liczbę spotkań skłonni byli również przyjąć Walijczycy.
Oficjalną listę trzynastu stadionów IRB przedstawiła 2 maja 2013 roku.
| Londyn                     | Londyn | Londyn | Cardiff                |
| -------------------------- | --- | --- | ---------------------- |
| Twickenham                 | Wembley | Stadion Olimpijski | Millennium Stadium     |
| Pojemność: 81 605          | Pojemność: 90 000 | Pojemność: 54 000 | Pojemność: 74 154      |
|                            | | |                        |
| Manchester                 | TwickenhamWembleyStadion OlimpijskiMillennium StadiumCity of Manchester StadiumSt James’ ParkElland RoadLeicester City StadiumVilla ParkKingsholm StadiumStadium mkBrighton Community StadiumSandy Park | TwickenhamWembleyStadion OlimpijskiMillennium StadiumCity of Manchester StadiumSt James’ ParkElland RoadLeicester City StadiumVilla ParkKingsholm StadiumStadium mkBrighton Community StadiumSandy Park | Newcastle upon Tyne    |
| City of Manchester Stadium | TwickenhamWembleyStadion OlimpijskiMillennium StadiumCity of Manchester StadiumSt James’ ParkElland RoadLeicester City StadiumVilla ParkKingsholm StadiumStadium mkBrighton Community StadiumSandy Park | TwickenhamWembleyStadion OlimpijskiMillennium StadiumCity of Manchester StadiumSt James’ ParkElland RoadLeicester City StadiumVilla ParkKingsholm StadiumStadium mkBrighton Community StadiumSandy Park | St James’ Park         |
| Pojemność: 47 800          | TwickenhamWembleyStadion OlimpijskiMillennium StadiumCity of Manchester StadiumSt James’ ParkElland RoadLeicester City StadiumVilla ParkKingsholm StadiumStadium mkBrighton Community StadiumSandy Park | TwickenhamWembleyStadion OlimpijskiMillennium StadiumCity of Manchester StadiumSt James’ ParkElland RoadLeicester City StadiumVilla ParkKingsholm StadiumStadium mkBrighton Community StadiumSandy Park | Pojemność: 52 409      |
|                            | TwickenhamWembleyStadion OlimpijskiMillennium StadiumCity of Manchester StadiumSt James’ ParkElland RoadLeicester City StadiumVilla ParkKingsholm StadiumStadium mkBrighton Community StadiumSandy Park | TwickenhamWembleyStadion OlimpijskiMillennium StadiumCity of Manchester StadiumSt James’ ParkElland RoadLeicester City StadiumVilla ParkKingsholm StadiumStadium mkBrighton Community StadiumSandy Park |                        |
| Leeds                      | TwickenhamWembleyStadion OlimpijskiMillennium StadiumCity of Manchester StadiumSt James’ ParkElland RoadLeicester City StadiumVilla ParkKingsholm StadiumStadium mkBrighton Community StadiumSandy Park | TwickenhamWembleyStadion OlimpijskiMillennium StadiumCity of Manchester StadiumSt James’ ParkElland RoadLeicester City StadiumVilla ParkKingsholm StadiumStadium mkBrighton Community StadiumSandy Park | Leicester              |
| Elland Road                | TwickenhamWembleyStadion OlimpijskiMillennium StadiumCity of Manchester StadiumSt James’ ParkElland RoadLeicester City StadiumVilla ParkKingsholm StadiumStadium mkBrighton Community StadiumSandy Park | TwickenhamWembleyStadion OlimpijskiMillennium StadiumCity of Manchester StadiumSt James’ ParkElland RoadLeicester City StadiumVilla ParkKingsholm StadiumStadium mkBrighton Community StadiumSandy Park | Leicester City Stadium |
| Pojemność: 37 914          | TwickenhamWembleyStadion OlimpijskiMillennium StadiumCity of Manchester StadiumSt James’ ParkElland RoadLeicester City StadiumVilla ParkKingsholm StadiumStadium mkBrighton Community StadiumSandy Park | TwickenhamWembleyStadion OlimpijskiMillennium StadiumCity of Manchester StadiumSt James’ ParkElland RoadLeicester City StadiumVilla ParkKingsholm StadiumStadium mkBrighton Community StadiumSandy Park | Pojemność: 32 312      |
|                            | TwickenhamWembleyStadion OlimpijskiMillennium StadiumCity of Manchester StadiumSt James’ ParkElland RoadLeicester City StadiumVilla ParkKingsholm StadiumStadium mkBrighton Community StadiumSandy Park | TwickenhamWembleyStadion OlimpijskiMillennium StadiumCity of Manchester StadiumSt James’ ParkElland RoadLeicester City StadiumVilla ParkKingsholm StadiumStadium mkBrighton Community StadiumSandy Park |                        |
| Birmingham                 | TwickenhamWembleyStadion OlimpijskiMillennium StadiumCity of Manchester StadiumSt James’ ParkElland RoadLeicester City StadiumVilla ParkKingsholm StadiumStadium mkBrighton Community StadiumSandy Park | TwickenhamWembleyStadion OlimpijskiMillennium StadiumCity of Manchester StadiumSt James’ ParkElland RoadLeicester City StadiumVilla ParkKingsholm StadiumStadium mkBrighton Community StadiumSandy Park | Gloucester             |
| Villa Park                 | TwickenhamWembleyStadion OlimpijskiMillennium StadiumCity of Manchester StadiumSt James’ ParkElland RoadLeicester City StadiumVilla ParkKingsholm StadiumStadium mkBrighton Community StadiumSandy Park | TwickenhamWembleyStadion OlimpijskiMillennium StadiumCity of Manchester StadiumSt James’ ParkElland RoadLeicester City StadiumVilla ParkKingsholm StadiumStadium mkBrighton Community StadiumSandy Park | Kingsholm Stadium      |
| Pojemność: 42 785          | TwickenhamWembleyStadion OlimpijskiMillennium StadiumCity of Manchester StadiumSt James’ ParkElland RoadLeicester City StadiumVilla ParkKingsholm StadiumStadium mkBrighton Community StadiumSandy Park | TwickenhamWembleyStadion OlimpijskiMillennium StadiumCity of Manchester StadiumSt James’ ParkElland RoadLeicester City StadiumVilla ParkKingsholm StadiumStadium mkBrighton Community StadiumSandy Park | Pojemność: 16 500      |
|                            | TwickenhamWembleyStadion OlimpijskiMillennium StadiumCity of Manchester StadiumSt James’ ParkElland RoadLeicester City StadiumVilla ParkKingsholm StadiumStadium mkBrighton Community StadiumSandy Park | TwickenhamWembleyStadion OlimpijskiMillennium StadiumCity of Manchester StadiumSt James’ ParkElland RoadLeicester City StadiumVilla ParkKingsholm StadiumStadium mkBrighton Community StadiumSandy Park |                        |
| Milton Keynes              | Brighton | Brighton | Exeter                 |
| Stadium mk                 | Brighton Community Stadium | Brighton Community Stadium | Sandy Park             |
| Pojemność: 30 717          | Pojemność: 30 750 | Pojemność: 30 750 | Pojemność: 12 300      |
|                            | | |                        |

## Faza grupowa
Dwadzieścia zespołów uczestniczących w Pucharze Świata podzielonych zostało podczas losowania 3 grudnia 2012 roku na cztery grupy liczące po pięć drużyn. O awansie do ćwierćfinału dwóch najlepszych z każdej grupy drużyn decydowała suma punktów zgromadzonych w czterech meczach rozgrywanych w grupie systemem kołowym. Zwycięzca meczu zyskiwał cztery punkty, za remis przysługiwały dwa punkty, porażka nie była punktowana, a zdobycie przynajmniej czterech przyłożeń lub przegrana nie więcej niż siedmioma punktami premiowana była natomiast punktem bonusowym. W przypadku równej liczby punktów, o tym, która drużyna zostanie wyżej sklasyfikowana decydowało kolejno:
1. wynik meczu pomiędzy zainteresowanymi drużynami;
2. lepsza różnica punktów zdobytych i straconych we wszystkich meczach grupowych;
3. lepsza różnica przyłożeń zdobytych i straconych we wszystkich meczach grupowych;
4. liczba punktów zdobytych we wszystkich meczach grupowych;
5. liczba przyłożeń zdobytych we wszystkich meczach grupowych;
6. ranking World Rugby z 12 października 2015 roku.

### Grupa A
| 18 września 201520:00 GMT (UTC+00) | Anglia                                                                                 | 35:11(18:8) | Fidżi                         | Twickenham Stadium, Londyn Widzów: 80 015 Sędzia: Jaco Peyper |
| 18 września 201520:00 GMT (UTC+00) | Ford 8 (pd 2K) Farrell 7 (2pd K) B. Vunipola 5 (P) Brown 10 (2P) karne przyłożenie – 5 | 35:11(18:8) | Volavola 3 (K) Nadolo 8 (P K) | Twickenham Stadium, Londyn Widzów: 80 015 Sędzia: Jaco Peyper |
| 18 września 201520:00 GMT (UTC+00) | Matawalu                                                                               | 35:11(18:8) |                               | Twickenham Stadium, Londyn Widzów: 80 015 Sędzia: Jaco Peyper |

| 20 września 201514:30 GMT (UTC+00) | Walia                                                                                  | 54:9(28:9) | Urugwaj         | Millennium Stadium, Cardiff Widzów: 71 887 Sędzia: Wayne Barnes |
| 20 września 201514:30 GMT (UTC+00) | Lee 5 (P) Priestland 14 (7pd) Allen 15 (3P) G. Davies 10 (2P) Amos 5 (P) Tipuric 5 (P) | 54:9(28:9) | Berchesi 9 (3K) | Millennium Stadium, Cardiff Widzów: 71 887 Sędzia: Wayne Barnes |

| 23 września 201516:45 GMT (UTC+00) | Australia                                   | 28:13(18:3) | Fidżi                           | Millennium Stadium, Cardiff Widzów: 67 253 Sędzia: Glen Jackson |
| 23 września 201516:45 GMT (UTC+00) | Foley 13 (2pd 3K) Pocock 10 (2P) Kepu 5 (P) | 28:13(18:3) | Nadolo 8 (pd 2K) Volavola 5 (P) | Millennium Stadium, Cardiff Widzów: 67 253 Sędzia: Glen Jackson |
| 23 września 201516:45 GMT (UTC+00) | Kuridrani                                   | 28:13(18:3) | Maʻafu                          | Millennium Stadium, Cardiff Widzów: 67 253 Sędzia: Glen Jackson |

| 26 września 201520:00 GMT (UTC+00) | Anglia                          | 25:28(16:9) | Walia                             | Twickenham Stadium, Londyn Widzów: 81 129 Sędzia: Jérôme Garcès |
| 26 września 201520:00 GMT (UTC+00) | Farrell 20 (pd dg 5K) May 5 (P) | 25:28(16:9) | Biggar 23 (pd 7K) G. Davies 5 (P) | Twickenham Stadium, Londyn Widzów: 81 129 Sędzia: Jérôme Garcès |

| 27 września 201512:00 GMT (UTC+00) | Australia | 65:3(31:3) | Urugwaj        | Villa Park, Birmingham Widzów: 39 605 Sędzia: Pascal Gaüzère |
| 27 września 201512:00 GMT (UTC+00) | Cooper 10 (5pd) McCalman 10 (2P) Mumm 5 (P) Mitchell 10 (2P) Speight 5 (P) Tomane 5 (P) Toʻomua 5 (P) McMahon 10 (2P) Kuridrani 5 (P) | 65:3(31:3) | Berchesi 3 (K) | Villa Park, Birmingham Widzów: 39 605 Sędzia: Pascal Gaüzère |
| 27 września 201512:00 GMT (UTC+00) | Cooper | 65:3(31:3) |                | Villa Park, Birmingham Widzów: 39 605 Sędzia: Pascal Gaüzère |

| 1 października 201516:45 GMT (UTC+00) | Walia                                            | 23:13(17:6) | Fidżi                           | Millennium Stadium, Cardiff Widzów: 71 576 Sędzia: John Lacey |
| 1 października 201516:45 GMT (UTC+00) | Biggar 13 (2pd 3K) G. Davies 5 (P) Baldwin 5 (P) | 23:13(17:6) | Volavola 8 (pd 2K) Goneva 5 (P) | Millennium Stadium, Cardiff Widzów: 71 576 Sędzia: John Lacey |

| 3 października 201520:00 GMT (UTC+00) | Anglia                         | 13:33(3:17) | Australia                         | Twickenham Stadium, Londyn Widzów: 81 010 Sędzia: Romain Poite |
| 3 października 201520:00 GMT (UTC+00) | Farrell 8 (pd 2K) Watson 5 (P) | 13:33(3:17) | Foley 28 (2P 3pd 4K) Giteau 5 (P) | Twickenham Stadium, Londyn Widzów: 81 010 Sędzia: Romain Poite |
| 3 października 201520:00 GMT (UTC+00) | Farrell                        | 13:33(3:17) |                                   | Twickenham Stadium, Londyn Widzów: 81 010 Sędzia: Romain Poite |

| 6 października 201520:00 GMT (UTC+00) | Fidżi | 47:15(26:10) | Urugwaj                                       | Stadium mk, Milton Keynes Widzów: 30 048 Sędzia: JP Doyle |
| 6 października 201520:00 GMT (UTC+00) | Nadolo 17 (P 6pd) Murimurivalu 5 (P) Nakarawa 5 (P) Kenatale 5 (P) Cavubati 5 (P) 2 karne przyłożenia – 10 | 47:15(26:10) | Ormaechea 7 (P pd) Durán 3 (K) Arboleya 5 (P) | Stadium mk, Milton Keynes Widzów: 30 048 Sędzia: JP Doyle |
| 6 października 201520:00 GMT (UTC+00) | Maʻafu | 47:15(26:10) | Ormaechea                                     | Stadium mk, Milton Keynes Widzów: 30 048 Sędzia: JP Doyle |

| 10 października 201516:45 GMT (UTC+00) | Australia     | 15:6(9:6) | Walia         | Twickenham Stadium, Londyn Widzów: 80 863 Sędzia: Craig Joubert |
| 10 października 201516:45 GMT (UTC+00) | Foley 15 (5K) | 15:6(9:6) | Biggar 6 (2K) | Twickenham Stadium, Londyn Widzów: 80 863 Sędzia: Craig Joubert |
| 10 października 201516:45 GMT (UTC+00) | Genia · Mumm  | 15:6(9:6) | Cuthbert      | Twickenham Stadium, Londyn Widzów: 80 863 Sędzia: Craig Joubert |

| 10 października 201520:00 GMT (UTC+00) | Anglia | 60:3(21:3) | Urugwaj        | City of Manchester Stadium, Manchester Widzów: 50 778 Sędzia: Chris Pollock |
| 10 października 201520:00 GMT (UTC+00) | Watson 10 (2P) Easter 15 (3P) Slade 5 (P) Nowell 15 (3P) Farrell 8 (4pd) Ford 2 (pd) karne przyłożenie – 5 | 60:3(21:3) | Berchesi 3 (K) | City of Manchester Stadium, Manchester Widzów: 50 778 Sędzia: Chris Pollock |
| 10 października 201520:00 GMT (UTC+00) | Vilaseca                                                                                                   | 60:3(21:3) |                | City of Manchester Stadium, Manchester Widzów: 50 778 Sędzia: Chris Pollock |

### Grupa B
| 19 września 201516:45 GMT (UTC+00) | Południowa Afryka                                                                             | 32:34(12:10) | Japonia                                           | Brighton Community Stadium, Brighton Widzów: 29 290 Sędzia: Jérôme Garcès |
| 19 września 201516:45 GMT (UTC+00) | Pollard 5 (pd K) Lambie 7 (2pd K) Strauss 5 (P) B. du Plessis 5 (P) Louw 5 (P) De Jager 5 (P) | 32:34(12:10) | Gorōmaru 24 (P 2pd 5K) Hesketh 5 (P) Leitch 5 (P) | Brighton Community Stadium, Brighton Widzów: 29 290 Sędzia: Jérôme Garcès |
| 19 września 201516:45 GMT (UTC+00) | Oosthuizen                                                                                    | 32:34(12:10) |                                                   | Brighton Community Stadium, Brighton Widzów: 29 290 Sędzia: Jérôme Garcès |

| 20 września 201512:00 GMT (UTC+00) | Samoa                                                               | 25:16(14:8) | Stany Zjednoczone                         | Brighton Community Stadium, Brighton Widzów: 29 178 Sędzia: George Clancy |
| 20 września 201512:00 GMT (UTC+00) | Stanley 3 (K) T. Pisi 12 (4K) Treviranus 5 (P) Nanai-Williams 5 (P) | 25:16(14:8) | MacGinty 6 (2K) Baumann 5 (P) Wyles 5 (P) | Brighton Community Stadium, Brighton Widzów: 29 178 Sędzia: George Clancy |

| 23 września 201514:30 GMT (UTC+00) | Szkocja                                                                      | 45:10(12:7) | Japonia                      | Kingsholm Stadium, Gloucester Widzów: 14 354 Sędzia: John Lacey |
| 23 września 201514:30 GMT (UTC+00) | Laidlaw 20 (4pd 4K) Russell 5 (P) Hardie 5 (P) Bennett 10 (2P) Seymour 5 (P) | 45:10(12:7) | Gorōmaru 5 (pd K) Mafi 5 (P) | Kingsholm Stadium, Gloucester Widzów: 14 354 Sędzia: John Lacey |
| 23 września 201514:30 GMT (UTC+00) | Matsushima                                                                   | 45:10(12:7) |                              | Kingsholm Stadium, Gloucester Widzów: 14 354 Sędzia: John Lacey |

| 26 września 201516:45 GMT (UTC+00) | Południowa Afryka                                                                        | 46:6(17:6) | Samoa          | Villa Park, Birmingham Widzów: 39 526 Sędzia: Wayne Barnes |
| 26 września 201516:45 GMT (UTC+00) | Pollard 14 (pd 4K) Lambie 2 (pd) Habana 5 (P) Pietersen 15 (3P) Brits 5 (P) Burger 5 (P) | 46:6(17:6) | Stanley 6 (2K) | Villa Park, Birmingham Widzów: 39 526 Sędzia: Wayne Barnes |

| 27 września 201514:30 GMT (UTC+00) | Szkocja                                                                                                  | 39:16(6:13) | Stany Zjednoczone                    | Elland Road, Leeds Widzów: 33 521 Sędzia: Chris Pollock |
| 27 września 201514:30 GMT (UTC+00) | Russell 5 (pd K) Laidlaw 6 (3pd) Hogg 3 (K) Weir 5 (P) Scott 5 (P) Maitland 5 (P) Visser 5 (P) Nel 5 (P) | 39:16(6:13) | MacGinty 11 (pd 3K) Lamositele 5 (P) | Elland Road, Leeds Widzów: 33 521 Sędzia: Chris Pollock |

| 3 października 201514:30 GMT (UTC+00) | Samoa                    | 5:26(0:20) | Japonia                                                 | Stadium mk, Milton Keynes Widzów: 29 019 Sędzia: Craig Joubert |
| 3 października 201514:30 GMT (UTC+00) | Perez 5 (P)              | 5:26(0:20) | Gorōmaru 16 (2pd 4K) Yamada 5 (P) karne przyłożenie – 5 | Stadium mk, Milton Keynes Widzów: 29 019 Sędzia: Craig Joubert |
| 3 października 201514:30 GMT (UTC+00) | Levave · Taulafo · Paulo | 5:26(0:20) |                                                         | Stadium mk, Milton Keynes Widzów: 29 019 Sędzia: Craig Joubert |

| 3 października 201516:45 GMT (UTC+00) | Południowa Afryka                                                | 34:16(20:3) | Szkocja                                    | St James’ Park, Newcastle upon Tyne Widzów: 50 900 Sędzia: Nigel Owens |
| 3 października 201516:45 GMT (UTC+00) | Pollard 19 (2pd dg 4K) Habana 5 (P) Pietersen 5 (P) Burger 5 (P) | 34:16(20:3) | Laidlaw 8 (pd 2K) Weir 3 (K) Seymour 5 (P) | St James’ Park, Newcastle upon Tyne Widzów: 50 900 Sędzia: Nigel Owens |
| 3 października 201516:45 GMT (UTC+00) | J. du Plessis                                                    | 34:16(20:3) | Laidlaw                                    | St James’ Park, Newcastle upon Tyne Widzów: 50 900 Sędzia: Nigel Owens |

| 7 października 201516:45 GMT (UTC+00) | Południowa Afryka | 64:0(14:0) | Stany Zjednoczone | Stadion Olimpijski, Londyn Widzów: 54 658 Sędzia: Pascal Gaüzère |
| 7 października 201516:45 GMT (UTC+00) | Mvovo 5 (P) Pollard 8 (4pd) Steyn 6 (3pd) B. du Plessis 5 (P) Habana 15 (3P) De Allende 5 (P) Louw 10 (2P) Kriel 5 (P) karne przyłożenie – 5 | 64:0(14:0) |                   | Stadion Olimpijski, Londyn Widzów: 54 658 Sędzia: Pascal Gaüzère |

| 10 października 201514:30 GMT (UTC+00) | Samoa                                                                         | 33:36(26:23) | Szkocja                                          | St James’ Park, Newcastle upon Tyne Widzów: 51 982 Sędzia: Jaco Peyper |
| 10 października 201514:30 GMT (UTC+00) | T. Pisi 16 (P pd 3K) Leiataua 5 (P) Lee-Lo 5 (P) Matuʻu 5 (P) Faʻapale 2 (pd) | 33:36(26:23) | Laidlaw 26 (P 3pd 5K) Seymour 5 (P) Hardie 5 (P) | St James’ Park, Newcastle upon Tyne Widzów: 51 982 Sędzia: Jaco Peyper |
| 10 października 201514:30 GMT (UTC+00) | Wilson                                                                        | 33:36(26:23) |                                                  | St James’ Park, Newcastle upon Tyne Widzów: 51 982 Sędzia: Jaco Peyper |

| 11 października 201520:00 GMT (UTC+00) | Stany Zjednoczone                            | 18:28(8:17) | Japonia                                                       | Kingsholm Stadium, Gloucester Widzów: 14 517 Sędzia: Glen Jackson |
| 11 października 201520:00 GMT (UTC+00) | Ngwenya 5 (P) Wyles 5 (P) MacGinty 8 (pd 2K) | 18:28(8:17) | Matsushima 5 (P) Fujita 5 (P) Mafi 5 (P) Gorōmaru 13 (2pd 3K) | Kingsholm Stadium, Gloucester Widzów: 14 517 Sędzia: Glen Jackson |
| 11 października 201520:00 GMT (UTC+00) | Fry                                          | 18:28(8:17) |                                                               | Kingsholm Stadium, Gloucester Widzów: 14 517 Sędzia: Glen Jackson |

### Grupa C
| 19 września 201512:00 GMT (UTC+00) | Tonga                           | 10:17(3:10) | Gruzja                                                     | Kingsholm Stadium, Gloucester Widzów: 14 200 Sędzia: Nigel Owens |
| 19 września 201512:00 GMT (UTC+00) | Morath 5 (pd K) Vainikolo 5 (P) | 10:17(3:10) | Kwirikaszwili 7 (2pd K) Tchilaiszwili 5 (P) Gorgodze 5 (P) | Kingsholm Stadium, Gloucester Widzów: 14 200 Sędzia: Nigel Owens |
| 19 września 201512:00 GMT (UTC+00) | Kwirikaszwili                   | 10:17(3:10) |                                                            | Kingsholm Stadium, Gloucester Widzów: 14 200 Sędzia: Nigel Owens |

| 20 września 201516:45 GMT (UTC+00) | Nowa Zelandia                                | 26:16(12:13) | Argentyna                            | Stadion Wembley, Londyn Widzów: 89 019 Sędzia: Romain Poite |
| 20 września 201516:45 GMT (UTC+00) | Carter 16 (2pd 4K) A. Smith 5 (P) Cane 5 (P) | 26:16(12:13) | Pagadizabal 5 (P) Sánchez 11 (pd 3K) | Stadion Wembley, Londyn Widzów: 89 019 Sędzia: Romain Poite |
| 20 września 201516:45 GMT (UTC+00) | McCaw · C. Smith                             | 26:16(12:13) | Matera                               | Stadion Wembley, Londyn Widzów: 89 019 Sędzia: Romain Poite |

| 24 września 201520:00 GMT (UTC+00) | Nowa Zelandia                                                                                                 | 58:14(34:6) | Namibia                   | Stadion Olimpijski, Londyn Widzów: 51 280 Sędzia: Romain Poite |
| 24 września 201520:00 GMT (UTC+00) | Barrett 23 (2P 5pd K) B. Smith 5 (P) Taylor 5 (P) Savea 5 (P) Fekitoa 5 (P) Milner-Skudder 10 (2P) Vito 5 (P) | 58:14(34:6) | Kotzé 9 (3K) Deysel 5 (P) | Stadion Olimpijski, Londyn Widzów: 51 280 Sędzia: Romain Poite |
| 24 września 201520:00 GMT (UTC+00) | Engels | 58:14(34:6) |                           | Stadion Olimpijski, Londyn Widzów: 51 280 Sędzia: Romain Poite |

| 25 września 201516:45 GMT (UTC+00) | Argentyna | 54:9(14:9) | Gruzja               | Kingsholm Stadium, Gloucester Widzów: 14 256 Sędzia: JP Doyle |
| 25 września 201516:45 GMT (UTC+00) | Bosch 4 (2pd) Sánchez 15 (3pd dg 2K) Imhoff 10 (2P) Landajo 5 (P) Cordero 10 (2P) Cubelli 5 (P) Lavanini 5 (P) | 54:9(14:9) | Kwirikaszwili 9 (3K) | Kingsholm Stadium, Gloucester Widzów: 14 256 Sędzia: JP Doyle |
| 25 września 201516:45 GMT (UTC+00) | Gorgodze | 54:9(14:9) |                      | Kingsholm Stadium, Gloucester Widzów: 14 256 Sędzia: JP Doyle |

| 29 września 201516:45 GMT (UTC+00) | Tonga                                                               | 35:21(22:7) | Namibia                                  | Sandy Park, Exeter Widzów: 10 103 Sędzia: Glen Jackson |
| 29 września 201516:45 GMT (UTC+00) | Lilo 7 (2pd K) Morath 3 (K) Ram 10 (2P) Fosita 5 (P) Veainu 10 (2P) | 35:21(22:7) | Kotzé 6 (3pd) Burger 10 (2P) Tromp 5 (P) | Sandy Park, Exeter Widzów: 10 103 Sędzia: Glen Jackson |

| 2 października 201520:00 GMT (UTC+00) | Nowa Zelandia                                                                  | 43:10(22:10) | Gruzja                              | Millennium Stadium, Cardiff Widzów: 69 187 Sędzia: Pascal Gaüzère |
| 2 października 201520:00 GMT (UTC+00) | Carter 8 (4pd) Coles 5 (P) Savea 15 (3P) Read 5 (P) Fekitoa 5 (P) Naholo 5 (P) | 43:10(22:10) | Malaguradze 5 (pd K) Ciklauri 5 (P) | Millennium Stadium, Cardiff Widzów: 69 187 Sędzia: Pascal Gaüzère |

| 4 października 201514:30 GMT (UTC+00) | Argentyna                                                                    | 45:16(20:13) | Tonga                             | Leicester City Stadium, Leicester Widzów: 29 124 Sędzia: Jaco Peyper |
| 4 października 201514:30 GMT (UTC+00) | Sánchez 25 (P 4pd 4K) Tuculet 5 (P) Imhoff 5 (P) Montoya 5 (P) Cordero 5 (P) | 45:16(20:13) | Morath 11 (P 2K) Tongaʻuiha 5 (P) | Leicester City Stadium, Leicester Widzów: 29 124 Sędzia: Jaco Peyper |

| 7 października 201520:00 GMT (UTC+00) | Namibia                   | 16:17(6:0) | Gruzja                                                   | Sandy Park, Exeter Widzów: 11 156 Sędzia: George Clancy |
| 7 października 201520:00 GMT (UTC+00) | Kotzé 16 (P pd 3K)        | 16:17(6:0) | Kwirikaszwili 7 (2pd K) Malaguradze 5 (P) Gorgodze 5 (P) | Sandy Park, Exeter Widzów: 11 156 Sędzia: George Clancy |
| 7 października 201520:00 GMT (UTC+00) | Coetzee · Larson · Bothma | 16:17(6:0) | Bregwadze                                                | Sandy Park, Exeter Widzów: 11 156 Sędzia: George Clancy |

| 9 października 201520:00 GMT (UTC+00) | Nowa Zelandia                                                                                             | 47:9(14:3) | Tonga         | St James’ Park, Newcastle upon Tyne Widzów: 50 985 Sędzia: John Lacey |
| 9 października 201520:00 GMT (UTC+00) | B. Smith 5 (P) Woodcock 5 (P) Milner-Skudder 10 (2P) Williams 5 (P) Cane 5 (P) Nonu 5 (P) Carter 12 (6pd) | 47:9(14:3) | Morath 9 (3K) | St James’ Park, Newcastle upon Tyne Widzów: 50 985 Sędzia: John Lacey |
| 9 października 201520:00 GMT (UTC+00) | Read | 47:9(14:3) | Ngauamo       | St James’ Park, Newcastle upon Tyne Widzów: 50 985 Sędzia: John Lacey |

| 11 października 201512:00 GMT (UTC+00) | Argentyna | 64:19(36:7) | Namibia                                                 | Leicester City Stadium, Leicester Widzów: 30 198 Sędzia: Pascal Gaüzère |
| 11 października 201512:00 GMT (UTC+00) | Hernández 5 (P) Moroni 5 (P) Agulla 5 (P) Isa 5 (P) Noguera Paz 5 (P) Alemanno 5 (P) Senatore 5 (P) Montoya 5 (P) Cubelli 5 (P) González Iglesias 11 (4pd K) Socino 8 (4pd) | 64:19(36:7) | Tromp 5 (P) Greyling 5 (P) Jantjies 5 (P) Kotzé 4 (2pd) | Leicester City Stadium, Leicester Widzów: 30 198 Sędzia: Pascal Gaüzère |
| 11 października 201512:00 GMT (UTC+00) | Bosch | 64:19(36:7) | Greyling · Du Plessis                                   | Leicester City Stadium, Leicester Widzów: 30 198 Sędzia: Pascal Gaüzère |

### Grupa D
| 19 września 201514:30 GMT (UTC+00) | Irlandia | 50:7(29:0) | Kanada                              | Millennium Stadium, Cardiff Widzów: 68 523 Sędzia: Glen Jackson |
| 19 września 201514:30 GMT (UTC+00) | Madigan 6 (3pd) Sexton 14 (P 3pd K) D. Kearney 5 (P) Henderson 5 (P) Payne 5 (P) R. Kearney 5 (P) Cronin 5 (P) O’Brien 5 (P) | 50:7(29:0) | Hirayama 2 (pd) Van der Merwe 5 (P) | Millennium Stadium, Cardiff Widzów: 68 523 Sędzia: Glen Jackson |
| 19 września 201514:30 GMT (UTC+00) | O’Connell | 50:7(29:0) | Cudmore                             | Millennium Stadium, Cardiff Widzów: 68 523 Sędzia: Glen Jackson |

| 19 września 201520:00 GMT (UTC+00) | Francja                                                     | 32:10(15:3) | Włochy                        | Twickenham Stadium, Londyn Widzów: 76 232 Sędzia: Craig Joubert |
| 19 września 201520:00 GMT (UTC+00) | Michalak 19 (2pd 5K) Spedding 3 (K) Slimani 5 (P) Mas 5 (P) | 32:10(15:3) | Venditti 5 (P) Allan 5 (pd K) | Twickenham Stadium, Londyn Widzów: 76 232 Sędzia: Craig Joubert |

| 23 września 201520:00 GMT (UTC+00) | Francja                                                                                | 38:11(17:6) | Rumunia                     | Stadion Olimpijski, Londyn Widzów: 50 626 Sędzia: Jaco Peyper |
| 23 września 201520:00 GMT (UTC+00) | Parra 9 (3pd K) Kockott 4 (2pd) Fickou 5 (P) Guitone 10 (2P) Fofana 5 (P) Nyanga 5 (P) | 38:11(17:6) | Vlaicu 6 (2K) Ursache 5 (P) | Stadion Olimpijski, Londyn Widzów: 50 626 Sędzia: Jaco Peyper |
| 23 września 201520:00 GMT (UTC+00) | Ion                                                                                    | 38:11(17:6) |                             | Stadion Olimpijski, Londyn Widzów: 50 626 Sędzia: Jaco Peyper |

| 26 września 201514:30 GMT (UTC+00) | Włochy                                     | 23:18(13:10) | Kanada                                             | Elland Road, Leeds Widzów: 33 120 Sędzia: George Clancy |
| 26 września 201514:30 GMT (UTC+00) | Allan 13 (2pd 3K) Garcia 5 (P) Rizzo 5 (P) | 23:18(13:10) | Hirayama 8 (pd 2K) Van der Merwe 5 (P) Evans 5 (P) | Elland Road, Leeds Widzów: 33 120 Sędzia: George Clancy |

| 27 września 201516:45 GMT (UTC+00) | Irlandia                                                                                | 44:10(18:3) | Rumunia                                      | Stadion Wembley, Londyn Widzów: 89 267 Sędzia: Craig Joubert |
| 27 września 201516:45 GMT (UTC+00) | Madigan 11 (4pd K) Reddan 3 (K) Henry 5 (P) Earls 10 (2P) R. Kearney 5 (P) Bowe 10 (2P) | 44:10(18:3) | Vlaicu 2 (pd) Calafeteanu 3 (K) Tonița 5 (P) | Stadion Wembley, Londyn Widzów: 89 267 Sędzia: Craig Joubert |
| 27 września 201516:45 GMT (UTC+00) | Gál                                                                                     | 44:10(18:3) |                                              | Stadion Wembley, Londyn Widzów: 89 267 Sędzia: Craig Joubert |

| 1 października 201520:00 GMT (UTC+00) | Francja                                                                                            | 41:18(24:12) | Kanada                                                 | Stadium mk, Milton Keynes Widzów: 28 145 Sędzia: JP Doyle |
| 1 października 201520:00 GMT (UTC+00) | Michalak 14 (4pd 2K) Parra 2 (pd) Guirado 5 (P) Papé 5 (P) Slimani 5 (P) Grosso 5 (P) Fofana 5 (P) | 41:18(24:12) | Hirayama 8 (pd 2K) Carpenter 5 (P) Van der Merwe 5 (P) | Stadium mk, Milton Keynes Widzów: 28 145 Sędzia: JP Doyle |

| 4 października 201516:45 GMT (UTC+00) | Irlandia                      | 16:9(10:6) | Włochy       | Stadion Olimpijski, Londyn Widzów: 53 187 Sędzia: Jérôme Garcès |
| 4 października 201516:45 GMT (UTC+00) | Sexton 11 (pd 3K) Earls 5 (P) | 16:9(10:6) | Allan 9 (3K) | Stadion Olimpijski, Londyn Widzów: 53 187 Sędzia: Jérôme Garcès |
| 4 października 201516:45 GMT (UTC+00) | O’Mahony                      | 16:9(10:6) |              | Stadion Olimpijski, Londyn Widzów: 53 187 Sędzia: Jérôme Garcès |

| 6 października 201516:45 GMT (UTC+00) | Kanada                                                          | 15:17(8:0) | Rumunia                          | Leicester City Stadium, Leicester Widzów: 27 153 Sędzia: Wayne Barnes |
| 6 października 201516:45 GMT (UTC+00) | Hirayama 2 (pd) McRorie 3 (K) Van der Merwe 5 (P) Hassler 5 (P) | 15:17(8:0) | Vlaicu 7 (2pd K) Macovei 10 (2P) | Leicester City Stadium, Leicester Widzów: 27 153 Sędzia: Wayne Barnes |
| 6 października 201516:45 GMT (UTC+00) | Sinclair                                                        | 15:17(8:0) | Fercu                            | Leicester City Stadium, Leicester Widzów: 27 153 Sędzia: Wayne Barnes |

| 11 października 201514:30 GMT (UTC+00) | Włochy                                                 | 32:22(22:3) | Rumunia                                         | Sandy Park, Exeter Widzów: 11 450 Sędzia: Romain Poite |
| 11 października 201514:30 GMT (UTC+00) | Allan 17 (P 3pd 2K) Sarto 5 (P) Gori 5 (P) Zanni 5 (P) | 32:22(22:3) | Apostol 10 (2P) Popîrlan 5 (P) Vlaicu 7 (2pd K) | Sandy Park, Exeter Widzów: 11 450 Sędzia: Romain Poite |
| 11 października 201514:30 GMT (UTC+00) | Van Heerden                                            | 32:22(22:3) |                                                 | Sandy Park, Exeter Widzów: 11 450 Sędzia: Romain Poite |

| 11 października 201516:45 GMT (UTC+00) | Francja                     | 9:24(6:9) | Irlandia                                                      | Millennium Stadium, Cardiff Widzów: 72 163 Sędzia: Nigel Owens |
| 11 października 201516:45 GMT (UTC+00) | Spedding 6 (2K) Parra 3 (K) | 9:24(6:9) | R. Kearney 5 (P) Murray 5 (P) Madigan 8 (pd 2K) Sexton 6 (2K) | Millennium Stadium, Cardiff Widzów: 72 163 Sędzia: Nigel Owens |

## Faza pucharowa

### Drabinka
|  |                      |                   |                      |                      |    |                   |                      |                      |                      |                      |                   |       |       |
|  | Ćwierćfinały         | Ćwierćfinały      | Ćwierćfinały         |                      |    | Półfinały         | Półfinały            | Półfinały            |                      |                      | Finał             | Finał | Finał |
|  | Ćwierćfinały         | Ćwierćfinały      | Ćwierćfinały         |                      |    | Półfinały         | Półfinały            | Półfinały            |                      |                      | Finał             | Finał | Finał |
|  | 17 października 2015 |                   |                      |                      |    |                   |                      |                      |                      |                      |                   |       |       |
|  |                      |                   |                      |                      |    |                   |                      |                      |                      |                      |                   |       |       |
|  | Południowa Afryka    | Południowa Afryka | 23                   |                      |    |                   |                      |                      |                      |                      |                   |       |       |
|  | Południowa Afryka    | Południowa Afryka | 23                   | 24 października 2015 |    |                   |                      |                      |                      |                      |                   |       |       |
|  | Walia                | Walia             | 19                   |                      |    |                   |                      |                      |                      |                      |                   |       |       |
|  | Walia                | Walia             | 19                   |                      |    | Południowa Afryka | Południowa Afryka    | 18                   |                      |                      |                   |       |       |
|  | 17 października 2015 |                   |                      |                      |    | Południowa Afryka | Południowa Afryka    | 18                   |                      |                      |                   |       |       |
|  |                      |                   | Nowa Zelandia        | Nowa Zelandia        | 20 |                   |                      |                      |                      |                      |                   |       |       |
|  | Nowa Zelandia        | Nowa Zelandia     | Nowa Zelandia        | Nowa Zelandia        | 20 | 62                |                      |                      |                      |                      |                   |       |       |
|  | Nowa Zelandia        | Nowa Zelandia     |                      |                      |    | 62                | 31 października 2015 |                      |                      |                      |                   |       |       |
|  | Francja              | Francja           | 13                   |                      |    |                   |                      |                      |                      |                      |                   |       |       |
|  | Francja              | Francja           | 13                   |                      |    | Nowa Zelandia     | Nowa Zelandia        | 34                   |                      |                      |                   |       |       |
|  | 18 października 2015 |                   |                      |                      |    | Nowa Zelandia     | Nowa Zelandia        | 34                   |                      |                      |                   |       |       |
|  |                      |                   | Australia            | Australia            | 17 |                   |                      |                      |                      |                      |                   |       |       |
|  | Irlandia             | Irlandia          | Australia            | Australia            | 17 | 20                |                      |                      |                      |                      |                   |       |       |
|  | Irlandia             | Irlandia          | 25 października 2015 |                      |    | 20                |                      |                      |                      |                      |                   |       |       |
|  | Argentyna            | Argentyna         | 43                   |                      |    |                   |                      |                      |                      |                      |                   |       |       |
|  | Argentyna            | Argentyna         | 43                   |                      |    | Argentyna         | Argentyna            | 15                   | Mecz o 3. miejsce    | Mecz o 3. miejsce    | Mecz o 3. miejsce |       |       |
|  | 18 października 2015 |                   |                      |                      |    | Argentyna         | Argentyna            | 15                   | Mecz o 3. miejsce    | Mecz o 3. miejsce    | Mecz o 3. miejsce |       |       |
|  |                      |                   | Australia            | Australia            | 29 |                   |                      | 30 października 2015 | 30 października 2015 | 30 października 2015 |                   |       |       |
|  | Australia            | Australia         | Australia            | Australia            | 29 | 35                |                      | 30 października 2015 | 30 października 2015 | 30 października 2015 |                   |       |       |
|  | Australia            | Australia         |                      |                      |    |                   |                      | Południowa Afryka    | Południowa Afryka    | 24                   |                   |       |       |
|  | Szkocja              | Szkocja           | 34                   |                      |    |                   |                      |                      | Południowa Afryka    | 24                   |                   |       |       |
|  | Szkocja              | Szkocja           | 34                   |                      |    |                   |                      | Argentyna            | Argentyna            | 13                   |                   |       |       |
|  |                      |                   |                      |                      |    |                   |                      |                      | Argentyna            | 13                   |                   |       |       |

### Ćwierćfinały
| 17 października 201516:00 BST (UTC+01) | Południowa Afryka                 | 23:19(12:13) | Walia                                | Twickenham Stadium, Londyn Widzów: 79 572 Sędzia: Wayne Barnes |
| 17 października 201516:00 BST (UTC+01) | Pollard 18 (dg 5K) Du Preez 5 (P) | 23:19(12:13) | Biggar 14 (pd dg 3K) G. Davies 5 (P) | Twickenham Stadium, Londyn Widzów: 79 572 Sędzia: Wayne Barnes |

| 17 października 201520:00 BST (UTC+01) | Nowa Zelandia                                                                                                   | 62:13(29:13) | Francja                                       | Millennium Stadium, Cardiff Widzów: 71 619 Sędzia: Nigel Owens |
| 17 października 201520:00 BST (UTC+01) | Carter 17 (7pd K) Savea 15 (3P) Kerr-Barlow 10 (2P) Kaino 5 (P) Milner-Skudder 5 (P) Read 5 (P) Retallick 5 (P) | 62:13(29:13) | Parra 5 (pd K) Picamoles 5 (P) Spedding 3 (K) | Millennium Stadium, Cardiff Widzów: 71 619 Sędzia: Nigel Owens |
| 17 października 201520:00 BST (UTC+01) | Picamoles | 62:13(29:13) |                                               | Millennium Stadium, Cardiff Widzów: 71 619 Sędzia: Nigel Owens |

| 18 października 201513:00 BST (UTC+01) | Irlandia                                          | 20:43(10:20) | Argentyna                                                     | Millennium Stadium, Cardiff Widzów: 72 316 Sędzia: Jérôme Garcès |
| 18 października 201513:00 BST (UTC+01) | Madigan 10 (2pd 2K) Fitzgerald 5 (P) Murphy 5 (P) | 20:43(10:20) | Sánchez 23 (4pd 5K) Imhoff 10 (2P) Moroni 5 (P) Tuculet 5 (P) | Millennium Stadium, Cardiff Widzów: 72 316 Sędzia: Jérôme Garcès |
| 18 października 201513:00 BST (UTC+01) | Herrera                                           | 20:43(10:20) |                                                               | Millennium Stadium, Cardiff Widzów: 72 316 Sędzia: Jérôme Garcès |

| 18 października 201516:00 BST (UTC+01) | Australia                                                                           | 35:34(15:16) | Szkocja                                                     | Twickenham Stadium, Londyn Widzów: 77 110 Sędzia: Craig Joubert |
| 18 października 201516:00 BST (UTC+01) | Foley 10 (2pd 2K) Mitchell 10 (2P) Ashley-Cooper 5 (P) Hooper 5 (P) Kuridrani 5 (P) | 35:34(15:16) | Laidlaw 19 (2pd 5K) Bennett 5 (P) Horne 5 (P) Seymour 5 (P) | Twickenham Stadium, Londyn Widzów: 77 110 Sędzia: Craig Joubert |
| 18 października 201516:00 BST (UTC+01) | Maitland                                                                            | 35:34(15:16) |                                                             | Twickenham Stadium, Londyn Widzów: 77 110 Sędzia: Craig Joubert |

### Półfinały
| 24 października 201516:00 BST (UTC+01) | Południowa Afryka            | 18:20(12:7) | Nowa Zelandia                                  | Twickenham Stadium, Londyn Widzów: 80 090 Sędzia: Jérôme Garcès |
| 24 października 201516:00 BST (UTC+01) | Pollard 15 (5K) Lambie 3 (K) | 18:20(12:7) | Carter 10 (2pd dg K) Barrett 5 (P) Kaino 5 (P) | Twickenham Stadium, Londyn Widzów: 80 090 Sędzia: Jérôme Garcès |
| 24 października 201516:00 BST (UTC+01) | Habana                       | 18:20(12:7) | Kaino                                          | Twickenham Stadium, Londyn Widzów: 80 090 Sędzia: Jérôme Garcès |

| 25 października 201516:00 GMT (UTC+00) | Argentyna       | 15:29(9:19) | Australia                                           | Twickenham Stadium, Londyn Widzów: 80 025 Sędzia: Wayne Barnes |
| 25 października 201516:00 GMT (UTC+00) | Sánchez 15 (5K) | 15:29(9:19) | Ashley-Cooper 15 (3P) Foley 9 (3pd K) Simmons 5 (P) | Twickenham Stadium, Londyn Widzów: 80 025 Sędzia: Wayne Barnes |
| 25 października 201516:00 GMT (UTC+00) | Lavanini        | 15:29(9:19) |                                                     | Twickenham Stadium, Londyn Widzów: 80 025 Sędzia: Wayne Barnes |

### Mecz o 3. miejsce
| 30 października 201520:00 GMT (UTC+00) | Południowa Afryka                                 | 24:13(16:0) | Argentyna                         | Stadion Olimpijski, Londyn Widzów: 55 925 Sędzia: John Lacey |
| 30 października 201520:00 GMT (UTC+00) | Pollard 14 (pd 4K) Etzebeth 5 (P) Pietersen 5 (P) | 24:13(16:0) | Sánchez 8 (pd dg K) Orlandi 5 (P) | Stadion Olimpijski, Londyn Widzów: 55 925 Sędzia: John Lacey |
| 30 października 201520:00 GMT (UTC+00) | Cubelli                                           | 24:13(16:0) |                                   | Stadion Olimpijski, Londyn Widzów: 55 925 Sędzia: John Lacey |

### Finał
| 31 października 201516:00 GMT (UTC+00) | Nowa Zelandia                                                       | 34:17(16:3) | Australia                                    | Twickenham Stadium, Londyn Widzów: 80 125 Sędzia: Nigel Owens |
| 31 października 201516:00 GMT (UTC+00) | Carter 19 (2pd dg 4K) Barrett 5 (P) Nonu 5 (P) Milner-Skudder 5 (P) | 34:17(16:3) | Foley 7 (2pd K) Kuridrani 5 (P) Pocock 5 (P) | Twickenham Stadium, Londyn Widzów: 80 125 Sędzia: Nigel Owens |
| 31 października 201516:00 GMT (UTC+00) | Ben Smith                                                           | 34:17(16:3) |                                              | Twickenham Stadium, Londyn Widzów: 80 125 Sędzia: Nigel Owens |

## Partnerzy

### Światowi Partnerzy
- Emirates[177]
- Heineken[178][179]
- Land Rover[180]
- Société Générale[181]
- DHL[182]
- MasterCard[183]

### Oficjalni Partnerzy
- Canterbury of New Zealand – stroje sportowe[184]
- Clifford Chance – usługi prawnicze[184]
- Gilbert – piłka[31]
- ITV – główny nadawca[81][185]
- Trinity Mirror – oficjalny wydawca przedmeczowych programów i przedturniejowego magazynu[186]
- Dove – oficjalne męskie kosmetyki[187]
- Duracell – oficjalny dostawca baterii[188]
- William Grant & Sons – oficjalny dostawca alhokolu[189]
- Heathrow[190]
- UK Anti-Doping – organizator badań antydopingowych[191]
- Tissot – oficjalny pomiar czasu[192]

### Oficjalni Sponsorzy
- Canon[193]
- The Coca-Cola Company[194]
- Toshiba[195]
- Fujitsu[196]

## Transmisje telewizyjne
| Kraj               | Język                   | Stacja telewizyjna    |
| ------------------ | ----------------------- | --------------------- |
| Francja            | francuski               | TF1, Canal+           |
| Indie              | angielski               | Sony Six              |
| Irlandia           | angielski               | TV3                   |
| Niemcy             | niemiecki               | Eurosport             |
| Nowa Zelandia      | angielski               | SKY New Zealand       |
| Polska             | polski                  | Polsat Sport          |
| Rosja              | rosyjski                | Pieriec               |
| Rumunia            | rumuński                | Digi Sport            |
| Ameryka Południowa | hiszpański, portugalski | ESPN                  |
| Stany Zjednoczone  | angielski               | Universal Sports, NBC |
| Włochy             | włoski                  | Sky Italia            |

## Statystyki
Statystyki podane za stroną ESPN Scrum dla drużyn, punktów zawodników oraz przyłożeń.
| Drużyna           | W | P | R | PZ  | PS  | Różnica | P  | pd | K  | dg |
| ----------------- | - | - | - | --- | --- | ------- | -- | -- | -- | -- |
| Nowa Zelandia     | 7 | 0 | 0 | 290 | 97  | +193    | 39 | 28 | 11 | 2  |
| Australia         | 6 | 1 | 0 | 222 | 118 | +104    | 28 | 17 | 16 | 0  |
| Południowa Afryka | 5 | 2 | 0 | 241 | 108 | +133    | 26 | 15 | 25 | 2  |
| Argentyna         | 4 | 3 | 0 | 250 | 143 | +107    | 27 | 23 | 21 | 2  |
| Irlandia          | 4 | 1 | 0 | 154 | 78  | +76     | 18 | 14 | 12 | 0  |
| Walia             | 3 | 2 | 0 | 130 | 85  | +45     | 12 | 11 | 15 | 1  |
| Szkocja           | 3 | 2 | 0 | 170 | 128 | +42     | 17 | 14 | 19 | 0  |
| Francja           | 3 | 2 | 0 | 133 | 125 | +8      | 13 | 13 | 14 | 0  |
| Japonia           | 3 | 1 | 0 | 98  | 100 | −2      | 9  | 7  | 13 | 0  |
| Anglia            | 2 | 2 | 0 | 133 | 75  | +58     | 16 | 10 | 10 | 1  |
| Włochy            | 2 | 2 | 0 | 74  | 88  | −14     | 7  | 6  | 9  | 0  |
| Gruzja            | 2 | 2 | 0 | 53  | 123 | −70     | 5  | 5  | 6  | 0  |
| Fidżi             | 1 | 3 | 0 | 84  | 101 | −17     | 10 | 8  | 6  | 0  |
| Samoa             | 1 | 3 | 0 | 69  | 124 | −55     | 7  | 2  | 10 | 0  |
| Tonga             | 1 | 3 | 0 | 70  | 130 | −60     | 8  | 3  | 8  | 0  |
| Rumunia           | 1 | 3 | 0 | 60  | 129 | −69     | 7  | 5  | 5  | 0  |
| Kanada            | 0 | 4 | 0 | 58  | 131 | −173    | 7  | 4  | 5  | 0  |
| Namibia           | 0 | 4 | 0 | 70  | 174 | −104    | 8  | 6  | 6  | 0  |
| Stany Zjednoczone | 0 | 4 | 0 | 50  | 156 | −106    | 5  | 2  | 7  | 0  |
| Urugwaj           | 0 | 4 | 0 | 30  | 226 | −196    | 2  | 1  | 6  | 0  |

| Punkty | Nazwisko        | Drużyna           | P | pd | K  | dg |
| ------ | --------------- | ----------------- | - | -- | -- | -- |
| 97     | Nicolás Sánchez | Argentyna         | 1 | 13 | 20 | 2  |
| 93     | Handré Pollard  | Południowa Afryka | 0 | 9  | 23 | 2  |
| 82     | Daniel Carter   | Nowa Zelandia     | 0 | 23 | 10 | 2  |
| 82     | Bernard Foley   | Australia         | 2 | 12 | 16 | 0  |
| 79     | Greig Laidlaw   | Szkocja           | 1 | 13 | 16 | 0  |
| 58     | Ayumu Gorōmaru  | Japonia           | 1 | 7  | 13 | 0  |
| 56     | Dan Biggar      | Walia             | 0 | 4  | 15 | 1  |
| 44     | Tommaso Allan   | Włochy            | 1 | 6  | 9  | 0  |
| 43     | Owen Farrell    | Anglia            | 0 | 8  | 8  | 1  |
| 40     | Julian Savea    | Nowa Zelandia     | 8 | 0  | 0  | 0  |

| Nazwisko            | Drużyna           | Przyłożenia |
| ------------------- | ----------------- | ----------- |
| Julian Savea        | Nowa Zelandia     | 8           |
| Nehe Milner-Skudder | Nowa Zelandia     | 6           |
| Gareth Davies       | Walia             | 5           |
| Bryan Habana        | Południowa Afryka | 5           |
| Juan José Imhoff    | Argentyna         | 5           |
| JP Pietersen        | Południowa Afryka | 5           |
| Adam Ashley-Cooper  | Australia         | 4           |
| Drew Mitchell       | Australia         | 4           |
| Tommy Seymour       | Szkocja           | 4           |
| DTH van der Merwe   | Kanada            | 4           |